# العمود الرمادي الأمامي
العمود الرمادي الأمامي (بالإنجليزية: Anterior grey column)‏ ويسمى أيضًا القرن الأمامي من الحبل الشوكي، أو القرن البطني، هو العمود الجانبي من المادة الرمادية في الحبل الشوكي. وتعد واحدة من ثلاثة أعمدة رمادية.
يحتوي العمود الرمادي الأمامي على أعصاب حركية تؤثر على العضلات الهيكلية في حين يستقبل العمود الرمادي الخلفي المعلومات الخاصة باللمس والإحساس. ويعتبر العمود الذي تقع به أجسام الخلايا الخاصة بالأعصاب الحركية ألفا.

## التركيب

موقع الأعصاب الحركية في العمود الرمادي الأمامي في العمود الققري

يوجد العمود السنجابي الأمامي -الجزء المتجه للأمامي- في شكل مستدير أو رباعي الزوايا وعريض. يسمى جزءه الخلفي بالقاعدة بينما يسمى الأمامي بالرأس، ولكن لا يوجد إختلاف بينهما بأي ضيق محدد بدقة. ويمكن التميز بينها وبين سطح النخاع الشوكي بوجود طبقة من مادة بيضاء والتي يمر خلالها حزم من الجذور العصبية الأمامية. يستخدم الجزء الخلفي الجانبي من العمود الأمامي في المنطقة الصدرية كحقل ثلاثي، والذي يسمى العمود الرمادي الجانبي.

## الأهمية الإكلينيكية
تتأثر هذه الخلايا بالأمراض التالية:
- تصلب جانبي ضموري
- ضمور عضلي شوكي وبصلي
- مرض شاركو-ماري-توث
- ضمور عضلي متقدم
- جميع أنواع الضمور العضلي الشوكي
- شلل الأطفال
- فيروس غرب النيل

## التفاعلات الدوائية
يعد العمود الرمادي الأمامي هو الهدف لبعض الأدوية المضادة للتشنج. يُطلق نورإبينفرين هنا (حيث ينتج بواسطة السيكلوبينزابرين)، حيث يقلل التشنجات عن طريق إدخال أعصاب حركية ألفا بواسطة تفاعل مع ألياف جاما (تقليل النشاط العصبي).

## اُنظر أيضًا
- عصبون حركي ألفا
- عصبون حركي بيتا [الإنجليزية]
- عصبون حركي جاما

## معرض صور

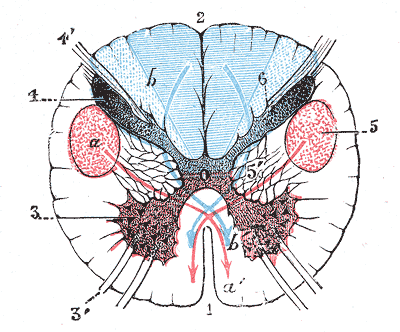
قطاع في نخاع مستطيل من خلال الجزء السفلي من هرمان نخاعيان (جذع الدماغ)